# A treia elegie
„A treia elegie”, subîntitulată Contemplare, criză de timp și iar contemplare, este a treia poezie-elegie de Nichita Stănescu din volumul 11 elegii, apărut în 1966. 

## Comentarii
| “ | Desigur, orice poem adevărat are întotdeauna ca punct de plecare și o experiență primară, trăită, asumată și, desigur, «periculoasă» (…). În ultima «contemplare» a „Elegiei a treia”, Nichita Stănescu ne vorbește de anamneza dureroasă, pe care atingerea unei clipe înalt privilegiate, de neuitat dar și de nereamintit, care i-ar fi putut fi fatală în ordinea vital-pământească, a putut-o cândva declanșa: «Se naște fulgerător o lume / mai repede chiar decât trupul literei A./ Eu știam doar atât: că ea există…»” etc. Te-a respins și te-a silit să mai arzi necruțător, până la capăt, pentru că încă nu ne puteai părăsi, pentru că poezia noastră are nevoie de tine | ” |

 afirmă Cezar Baltag, în Album ..., 1984, pagina 221.
| “ | ... descrie acea propriu-zisă fenomenologie a spiritului (analoagă cu cea hegeliană)…” (p. 68), în timp ce Alex. Ștefănescu e necruțător: „Din a treia elegie (…) se pot alege fragmente expresive, dar poemul în ansamblu nu rezistă, din cauza eșafodajului «filosofic» greoi și prolix. (…) Poetul pare un copil deghizat în profesor, cu ochelari care îi cad pe nas și haine mult prea largi. | ” |

 este de părere Ștefania Mincu în Introducere ...  pagina 105.